# Xavier Pentecôte
Xavier Pentecôte (* 13. August 1986 in Saint-Dié-des-Vosges) ist ein französischer ehemaliger Fußballspieler.

## Karriere

### Im Verein
Pentecôte stand ab der Saison 2004/05 im Profikader des FC Toulouse, zuvor war er bereits für deren Jugendmannschaft aktiv. Am 33. Spieltag der Saison 2004/05 kam er zu seinem ersten Erstligaeinsatz. Trainer Erick Mombaerts wechselte Pentecôte in der 59. Minute für Jean-Louis Akpa-Akpro ein. Das Spiel wurde 1:2 gegen den SC Bastia verloren. Da der junge Angreifer nur selten zum Einsatz kam und in den ersten Jahren meist im Schatten von Daniel Moreira, Francileudo Silva dos Santos, Nicolas Dieuze, Johan Elmander, Fode Mansaré und Bryan Bergougnoux stand, entschieden die Klubverantwortlichen, ihn für die Spielzeit 2007/08 an den Zweitligisten SC Bastia auszuleihen. Beim Inselklub entwickelte sich Pentecôte zum Stammspieler und schoss seinen ersten Profitreffer; anschließend kehrte er nach Toulouse zurück. Im Januar 2010 wechselte er erneut für eine Halbserie auf Leihbasis zu Bastia. Ein Kreuzbandriss im August 2010 unterbrach seine Karriere für mehrere Monate. In der Rückrunde der Saison 2010/11 kam er in der Erstligaelf von Toulouse noch zu sechs Einsätzen; am letzten Spieltag Ende Mai erzielte er bei Stade Brest beide Treffer zum 2:0-Sieg des FCT.
Im August 2011 sicherte sich Erstligist OGC Nizza für vier Jahre Pentecôtes Dienste. Der auslaufende Vertrag wurde nicht verlängert.

### Nationalmannschaft
2007 wurde Pentecôte in den Kader der französische U-21-Auswahl für das Turnier von Toulon nominiert. Bei diesem Wettbewerb erzielte der Stürmer drei Treffer, alle beim 4:1-Sieg im Vorrundenspiel gegen Deutschland. Am Ende gewann die Mannschaft das Turnier.

## Erfolge
- Gewinner der Coupe Gambardella 2005
- Sieg beim Turnier von Toulon 2007